# Fusulus approximans
Fusulus approximans is een slakkensoort uit de familie van de Clausiliidae. De wetenschappelijke naam van de soort is voor het eerst geldig gepubliceerd in 1856 door A. Schmidt.